# Диброва (Херсонская область)
Диброва (укр. Діброва) — село в Зеленоподской сельской общине Каховского района Херсонской области Украины.
Население по переписи 2001 года составляло 122 человека. Почтовый индекс — 74802. Телефонный код — 5536. Код КОАТУУ — 6523581002.
Основано в 1838 году. Старое название села — Царицыно.

## Местный совет
74852, Херсонская обл., Каховский р-н, с. Дмитровка, ул. Белинского, 25